# Одре
О̀дре (на гръцки: Όντρια, Όδρυα, Одрия) е малка планина в Егейска Македония Северозападна Гърция. Планината е част от масива Горуша (Войо).

## Етимология
Според Георги Христов етимологията на името е от одър.

## Описание
Планината има две големи високи части в западния си край - Мало на север (Микри Ондрия, 1382 m) и Големо Одре (Мегали Ондрия, 1596 m) на юг. Те имат вид на големи пресечени купени. Купените са обградени от голи стръмни варовикови скали и платото им обхваща пространство от 6 km, осеяно в дълбоки ями - рупи, заради които са известни и като Рупите. Двете плата не са равни, а наклонени - от изток започват от 1300 m и се изкачват на запад с върхове 1589 m и 1530 m.
Третата част на планината е продълговатото разклонение на изток, в което е разположена северната част на областта Костенария (Кастанохория). Най-големите върхове тук са Орле (Орлия, 1354 m), Гриженик, Витлото, Купо (Ано Купос 937 m, Като Купос 883 m), Липовци, Свети Атанас и Мона Костена (Монокастания, 1030 m), Круша (Крусия, 1048 m).
По Одре минава границата между дем Хрупища от север и дем Горуша от юг.
От север планината е обградена от реката Галешово, която извира от Глава вода на платото. Водите от източното разклонение се прибират от Питаровата река, от десните притоци на Галешово и от левите на Беливод.
В югозападната част на Големо Одре (Мегала Ондрия), на надморска височина от 1540 m, приблизително на 1,30 часа от село Зони (Занско - 1050 m), в една долина се намира Влашката пещера, която има дължина 95 m, ширина 6 m, височина 7 m и вертикален вход 3 m. На изток от върха Мало Одре (Микри Ондрия), на надморска височина от около 1450 m има 8 пропасти.
- Камъни на билото на Одре край Либешево